# Portret Doriana Greja (film, 1915)
Portret Doriana Greja (ryska: Портрет Дориана Грея, inofficiellt Dorian Grays porträtt) är en rysk stumfilm från 1915, regisserad av Vsevolod Meyerhold.

## Rollista i urval
- Varvara Janova – Dorian Gray
- Vsevolod Meyerhold – Henry Wotton
- Aleksandr Volkov – Sir Geoffrey
- Jelizabeta Uvarova – hertiginnan av Monmouth
- Olga Bonus – Mrs Vane [2]
- Michail Doronin – Jim Vane